# Mandiana (prefektura)
Mandiana – prefektura we wschodniej części Gwinei, w regionie Kankan. Zajmuje powierzchnię 12 825 km². W 1996 roku liczyła ok. 173 tys. mieszkańców. Siedzibą administracyjną prefektury jest miejscowość Mandiana.